# Nicolas Vanier
Nicolas Vanier (5 maggio 1962) è uno scrittore, regista e avventuriero francese.
Nel 2004, con il film Il Grande Nord, narra della vita dei cacciatori di pelli dello Yukon, Canada, minacciati dall'avanzata delle compagnie del legname.

## Filmografia
- Les Coureurs de bois (1982)
- Au nord de l'hiver (1991)
- L'Enfant des neiges (1995)
- Un hiver de chien (1997)
- L'Odyssée blanche (2000)
- Il Grande Nord (2004)
- L'Odyssée sibérienne (2006)
- Loup (2009)
- Belle & Sebastien (2013)
- L'école buissonnière (2017)
- Sulle ali dell'avventura (Donne moi des ailes) (2019)
- Poly (2020)
- Champagne! (2022)
- C'est le monde à l'envers! (2024)

## Opere letterarie
- Le triathlon historique (1988)
- Solitude nord (1990)
- Transsibérie, le mythe sauvage (1992)
- La vie en nord (1993)
- Solitudes blanches (1994)
- L'enfant des neiges (1995)
- Otchum, l'extraordinaire aventure d'un chien de traîneaux (1996)
- Nord, grand voyage dans le pays d'en haut (1997)
- Robinson du froid (1997)
- Un hiver sur les traces de Jack London (1997)
- Destin nord (1998)
- Territoire (1998)
- Le grand brame (1998)
- L'odyssée blanche (1999)
- C'est encore loin l'Alaska (2000)
- Le chant du grand nord (2002) - Prix Maurice Genevoix
- Le voyageur du froid (2003)
- L'or sous la neige (2004)
- L'Odyssée sibérienne (26 October 2006)
- Album illustré par Philippe Mignon (2006)
- Guide de l'aventurier (2006)